# Comme chiens et chats
Série
Comme chiens et chats : La Revanche de Kitty Galore
(2010)
Pour plus de détails, voir Fiche technique et Distribution.
Comme chiens et chats ou Chats et chiens au Québec (Cats & Dogs) est un film américain réalisé par Lawrence Guterman, sorti en 2001.
Parodiant les classiques de films d'espionnage, ce film met en scène une lutte entre les chiens et les chats qui, tout en cachant aux humains qu'ils sont doués de parole et du même niveau d'intelligence qu'eux, s'affrontent par le biais de services secrets et de haute technologie. Deux suites, Comme chiens et chats : La Revanche de Kitty Galore, et , Comme chiens et chats : Patte dans la patte, lui furent données.

## Synopsis
Mr Tinkles, un chat mégalomane, projette de conquérir le monde avec l'aide d'une horde de siamois ninjas. À cette fin, il enlève le chien assigné à la surveillance de la famille du Professeur Brody, un scientifique travaillant sur une formule anti-allergie aux chiens. Les services secrets canins s'empressent de trouver un remplaçant à l'animal enlevé, mais, à la suite d'une erreur, ce dernier se révèle être Lou, un chiot sans expérience, qui se retrouve assigné à un commando d'élite de chiens (Butch, Peek, Sam et Ivy).

## Fiche technique
- Titre : Comme chiens et chats
- Titre original : Cats & Dogs
- Titre québécois : Chats et chiens
- Musique : John Debney
- Photographie : Julio Macat
- Montage : Rick W. Finney et Michael A. Stevenson
- Producteurs : Ed Jones, Christophe de Faria, Andrew Lazar, Craig Perry et Warren Zide
- Société de distribution : Warner Bros. Pictures
- Budget : 60 millions de dollars[1]
- Langue : anglais
- Format : 35 mm couleur (Technicolor) - rapport de forme : 1.85 : 1 - procédé cinématographique : sphérique
- Dates de sortie :
  - États-Unis : 4 juillet 2001
  - France : 15 août 2001
- Dates de sortie DVD : 
  - États-Unis : inconnue
  - France : 20 février 2002

## Distribution
- Jeff Goldblum (VF : Richard Darbois et VQ : Jean-Luc Montminy) : Professeur Brody
- Elizabeth Perkins (VF : Pauline Larrieu et VQ : Anne Dorval) : Carolyn Brody
- Tobey Maguire (VF : Bruno Solo et VQ : Benoit Éthier) : Lou (voix)
- Alec Baldwin (VF : Gilbert Melki et VQ : Marc Bellier) : Butch (voix)
- Glenn Ficarra (VF : José Garcia) : Le chat russe (voix)
- Jon Lovitz (VF : Pierre-François Pistorio et VQ : Jacques Lavallée) : Calico (voix)
- Susan Sarandon (VF : Frédérique Tirmont et VQ : Claudine Chatel) : Ivy (voix)
- Michael Clarke Duncan (VF : Benoit Allemane et VQ : Guy Nadon) : Sam (voix)
- Joe Pantoliano (VF : Jean-Claude Donda et VQ : Sébastien Dhavernas) : Peek (voix)
- Charlton Heston (VF : Marc Cassot) : Chef du QG des chiens (voix)
- Carol Ann Susi : La sœur de Sophie
- Alexander Pollock (VF: Kelyan Blanc et VQ : Émile Mailhiot) : Scott Brody
- Miriam Margolyes (VQ : Mireille Thibault) : Sophie
- Sean Hayes (VF : Bernard Alane et VQ : Denys Paris) : Mr. Tinkles (voix)
- Salome Jens : Collie au QG des chiens (voix)
  - Voix additionnelles : Pierre Hatet

Source et légende : Version française (VF) sur AlloDoublage

## Sortie et accueil

### Réception critique
L'accueil critique de Comme chiens et chats est mitigé. Sur le site Rotten Tomatoes, le long-métrage obtient un taux d'approbation de 52 % pour 119 critiques collectées et une moyenne de 5,2⁄10. Dans son consensus, le site note qu'il s'agit d'« un excellent concept, mais le film ne parvient pas à développer les personnages et certaines blagues sont aléatoires ». Le site Metacritic lui attribue un score de 47⁄100, pour 26 critiques collectées.

### Box-office
Le film connaît un succès commercial au box-office, rapportant 200 687 492 $ de recettes mondiales, dont 93 385 515 $ aux États-Unis. En France, il totalise 865 654 entrées.